# Luís Eduardo Magalhães
Luís Eduardo Magalhães là một đô thị thuộc bang Bahia, Brasil. Đô thị này có diện tích 4018,778 km², dân số năm 2007 là 25378 người, mật độ 6,31 người/km².